# Albert Zürner

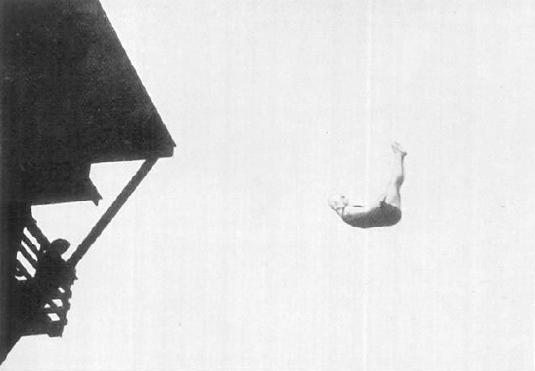
Albert Zürner 1912

Albert Hermann Zürner (* 23. Januar 1890 in Hamburg; † 18. Juli 1920 ebenda) war ein deutscher Wasserspringer und Olympiasieger.
Er nahm an den Olympischen Zwischenspielen 1906 in Athen teil, wo er beim Turmspringen den vierten Platz belegte. Bei den Olympischen Sommerspielen 1908 in London gewann er die Goldmedaille im Kunstspringen. Bei seiner dritten Olympiateilnahme, den Olympischen Sommerspielen 1912 in Stockholm, gewann er seine zweite Medaille, diesmal Silber im Turmspringen. Er nahm auch am Kunstspringen teil, wo er den vierten Platz belegte.
Albert Zürner starb am 18. Juli 1920 an den Folgen eines Sprungunfalls. Im Jahr 1988 wurde er in die Ruhmeshalle des internationalen Schwimmsports aufgenommen.